# Campionat del món d'escacs de 1894
El campionat del món d'escacs de 1894 fou el cinquè matx de la història disputat per decidir el campionat del món d'escacs. Va tenir lloc a Nova York (partides 1-8), Filadèlfia (partides 9-11) i Mont-real (partides 12-19) entre el 15 de març i el 26 de maig del 1894. Qui ostentava el títol de campió del món, Wilhelm Steinitz va perdre el títol contra l'aspirant Emanuel Lasker, que era 32 anys més jove.

## Antecedents
El vigent campió del món Steinitz va parlar públicament de retirar-se, però va canviar d'opinió quan Emanuel Lasker el va desafiar. Inicialment Lasker volia jugar per 5.000 dòlars per bàndol i un matx que es va acordar en participacions de 3.000 dòlars per bàndol, però Steinitz va acordar una sèrie de reduccions quan Lasker va tenir dificultats per recaptar els diners, i la xifra final va ser de 2.000 dolars cadascun, que era menys que en alguns dels matxs anteriors de Steinitz (la participació final de 4.000 dòlars tindria un valor aproximat de 495.500 dòlars al valor equivalent al 2007). Encara que aquest va ser elogiat públicament com un acte d'esportivitat per part de Steinitz, Steinitz devia necessitar desesperadament els diners.

## Resultats
El primer jugador a guanyar deu partides seria el campió.
|                  | 1 | 2 | 3 | 4 | 5 | 6 | 7 | 8 | 9 | 10 | 11 | 12 | 13 | 14 | 15 | 16 | 17 | 18 | 19 | Victòries | Total |
| ---------------- | - | - | - | - | - | - | - | - | - | -- | -- | -- | -- | -- | -- | -- | -- | -- | -- | --------- | ----- |
| Emanuel Lasker   | 1 | 0 | 1 | 0 | = | = | 1 | 1 | 1 | 1  | 1  | =  | 0  | 0  | 1  | 1  | 0  | =  | 1  | 10        | 12    |
| Wilhelm Steinitz | 0 | 1 | 0 | 1 | = | = | 0 | 0 | 0 | 0  | 0  | =  | 1  | 1  | 0  | 0  | 1  | =  | 0  | 5         | 7     |

Lasker va guanyar el campionat.
Steinitz havia declarat prèviament que guanyaria, sens dubte, de manera que va ser un xoc quan Lasker va guanyar la primera partida. Steinitz va respondre guanyant la segona, i va ser capaç de mantenir l'equilibri fins a la sisena. No obstant això, Lasker va guanyar totes les partides de la setena a l'onzena. Quan el matx es va reprendre a Mont-real, Steinitz semblava estar en millor forma i va guanyar les partides 13 i 14. Lasker va contraatacar a les partides 15 i 16, i Steinitz va ser incapaç de compensar les seves derrotes de la meitat del matx. D'aquí que Lasker va guanyar amb deu victòries, cinc derrotes i quatre taules. Alguns comentaristes varen pensar que el costum de Steinitz de jugar moviments "experimentals" en competicions serioses va ser un factor important en la seva derrota.
|   | a | b | c | d | e | f | g | h |   |
| 8 | d8 negres torre · e8 negres cavall · f8 negres rei · a7 negres peó · f7 negres peó · g7 negres peó · h7 negres peó · b6 negres peó · d6 negres alfil · g6 negres cavall · b5 blanques cavall · e5 negres peó · b4 blanques peó · a3 blanques peó · b3 blanques alfil · e3 blanques peó · f3 blanques peó · h3 blanques peó · b2 blanques alfil · e2 blanques rei · f2 blanques peó · d1 blanques torre | d8 negres torre · e8 negres cavall · f8 negres rei · a7 negres peó · f7 negres peó · g7 negres peó · h7 negres peó · b6 negres peó · d6 negres alfil · g6 negres cavall · b5 blanques cavall · e5 negres peó · b4 blanques peó · a3 blanques peó · b3 blanques alfil · e3 blanques peó · f3 blanques peó · h3 blanques peó · b2 blanques alfil · e2 blanques rei · f2 blanques peó · d1 blanques torre | d8 negres torre · e8 negres cavall · f8 negres rei · a7 negres peó · f7 negres peó · g7 negres peó · h7 negres peó · b6 negres peó · d6 negres alfil · g6 negres cavall · b5 blanques cavall · e5 negres peó · b4 blanques peó · a3 blanques peó · b3 blanques alfil · e3 blanques peó · f3 blanques peó · h3 blanques peó · b2 blanques alfil · e2 blanques rei · f2 blanques peó · d1 blanques torre | d8 negres torre · e8 negres cavall · f8 negres rei · a7 negres peó · f7 negres peó · g7 negres peó · h7 negres peó · b6 negres peó · d6 negres alfil · g6 negres cavall · b5 blanques cavall · e5 negres peó · b4 blanques peó · a3 blanques peó · b3 blanques alfil · e3 blanques peó · f3 blanques peó · h3 blanques peó · b2 blanques alfil · e2 blanques rei · f2 blanques peó · d1 blanques torre | d8 negres torre · e8 negres cavall · f8 negres rei · a7 negres peó · f7 negres peó · g7 negres peó · h7 negres peó · b6 negres peó · d6 negres alfil · g6 negres cavall · b5 blanques cavall · e5 negres peó · b4 blanques peó · a3 blanques peó · b3 blanques alfil · e3 blanques peó · f3 blanques peó · h3 blanques peó · b2 blanques alfil · e2 blanques rei · f2 blanques peó · d1 blanques torre | d8 negres torre · e8 negres cavall · f8 negres rei · a7 negres peó · f7 negres peó · g7 negres peó · h7 negres peó · b6 negres peó · d6 negres alfil · g6 negres cavall · b5 blanques cavall · e5 negres peó · b4 blanques peó · a3 blanques peó · b3 blanques alfil · e3 blanques peó · f3 blanques peó · h3 blanques peó · b2 blanques alfil · e2 blanques rei · f2 blanques peó · d1 blanques torre | d8 negres torre · e8 negres cavall · f8 negres rei · a7 negres peó · f7 negres peó · g7 negres peó · h7 negres peó · b6 negres peó · d6 negres alfil · g6 negres cavall · b5 blanques cavall · e5 negres peó · b4 blanques peó · a3 blanques peó · b3 blanques alfil · e3 blanques peó · f3 blanques peó · h3 blanques peó · b2 blanques alfil · e2 blanques rei · f2 blanques peó · d1 blanques torre | d8 negres torre · e8 negres cavall · f8 negres rei · a7 negres peó · f7 negres peó · g7 negres peó · h7 negres peó · b6 negres peó · d6 negres alfil · g6 negres cavall · b5 blanques cavall · e5 negres peó · b4 blanques peó · a3 blanques peó · b3 blanques alfil · e3 blanques peó · f3 blanques peó · h3 blanques peó · b2 blanques alfil · e2 blanques rei · f2 blanques peó · d1 blanques torre | 8 |
| 7 | d8 negres torre · e8 negres cavall · f8 negres rei · a7 negres peó · f7 negres peó · g7 negres peó · h7 negres peó · b6 negres peó · d6 negres alfil · g6 negres cavall · b5 blanques cavall · e5 negres peó · b4 blanques peó · a3 blanques peó · b3 blanques alfil · e3 blanques peó · f3 blanques peó · h3 blanques peó · b2 blanques alfil · e2 blanques rei · f2 blanques peó · d1 blanques torre | d8 negres torre · e8 negres cavall · f8 negres rei · a7 negres peó · f7 negres peó · g7 negres peó · h7 negres peó · b6 negres peó · d6 negres alfil · g6 negres cavall · b5 blanques cavall · e5 negres peó · b4 blanques peó · a3 blanques peó · b3 blanques alfil · e3 blanques peó · f3 blanques peó · h3 blanques peó · b2 blanques alfil · e2 blanques rei · f2 blanques peó · d1 blanques torre | d8 negres torre · e8 negres cavall · f8 negres rei · a7 negres peó · f7 negres peó · g7 negres peó · h7 negres peó · b6 negres peó · d6 negres alfil · g6 negres cavall · b5 blanques cavall · e5 negres peó · b4 blanques peó · a3 blanques peó · b3 blanques alfil · e3 blanques peó · f3 blanques peó · h3 blanques peó · b2 blanques alfil · e2 blanques rei · f2 blanques peó · d1 blanques torre | d8 negres torre · e8 negres cavall · f8 negres rei · a7 negres peó · f7 negres peó · g7 negres peó · h7 negres peó · b6 negres peó · d6 negres alfil · g6 negres cavall · b5 blanques cavall · e5 negres peó · b4 blanques peó · a3 blanques peó · b3 blanques alfil · e3 blanques peó · f3 blanques peó · h3 blanques peó · b2 blanques alfil · e2 blanques rei · f2 blanques peó · d1 blanques torre | d8 negres torre · e8 negres cavall · f8 negres rei · a7 negres peó · f7 negres peó · g7 negres peó · h7 negres peó · b6 negres peó · d6 negres alfil · g6 negres cavall · b5 blanques cavall · e5 negres peó · b4 blanques peó · a3 blanques peó · b3 blanques alfil · e3 blanques peó · f3 blanques peó · h3 blanques peó · b2 blanques alfil · e2 blanques rei · f2 blanques peó · d1 blanques torre | d8 negres torre · e8 negres cavall · f8 negres rei · a7 negres peó · f7 negres peó · g7 negres peó · h7 negres peó · b6 negres peó · d6 negres alfil · g6 negres cavall · b5 blanques cavall · e5 negres peó · b4 blanques peó · a3 blanques peó · b3 blanques alfil · e3 blanques peó · f3 blanques peó · h3 blanques peó · b2 blanques alfil · e2 blanques rei · f2 blanques peó · d1 blanques torre | d8 negres torre · e8 negres cavall · f8 negres rei · a7 negres peó · f7 negres peó · g7 negres peó · h7 negres peó · b6 negres peó · d6 negres alfil · g6 negres cavall · b5 blanques cavall · e5 negres peó · b4 blanques peó · a3 blanques peó · b3 blanques alfil · e3 blanques peó · f3 blanques peó · h3 blanques peó · b2 blanques alfil · e2 blanques rei · f2 blanques peó · d1 blanques torre | d8 negres torre · e8 negres cavall · f8 negres rei · a7 negres peó · f7 negres peó · g7 negres peó · h7 negres peó · b6 negres peó · d6 negres alfil · g6 negres cavall · b5 blanques cavall · e5 negres peó · b4 blanques peó · a3 blanques peó · b3 blanques alfil · e3 blanques peó · f3 blanques peó · h3 blanques peó · b2 blanques alfil · e2 blanques rei · f2 blanques peó · d1 blanques torre | 7 |
| 6 | d8 negres torre · e8 negres cavall · f8 negres rei · a7 negres peó · f7 negres peó · g7 negres peó · h7 negres peó · b6 negres peó · d6 negres alfil · g6 negres cavall · b5 blanques cavall · e5 negres peó · b4 blanques peó · a3 blanques peó · b3 blanques alfil · e3 blanques peó · f3 blanques peó · h3 blanques peó · b2 blanques alfil · e2 blanques rei · f2 blanques peó · d1 blanques torre | d8 negres torre · e8 negres cavall · f8 negres rei · a7 negres peó · f7 negres peó · g7 negres peó · h7 negres peó · b6 negres peó · d6 negres alfil · g6 negres cavall · b5 blanques cavall · e5 negres peó · b4 blanques peó · a3 blanques peó · b3 blanques alfil · e3 blanques peó · f3 blanques peó · h3 blanques peó · b2 blanques alfil · e2 blanques rei · f2 blanques peó · d1 blanques torre | d8 negres torre · e8 negres cavall · f8 negres rei · a7 negres peó · f7 negres peó · g7 negres peó · h7 negres peó · b6 negres peó · d6 negres alfil · g6 negres cavall · b5 blanques cavall · e5 negres peó · b4 blanques peó · a3 blanques peó · b3 blanques alfil · e3 blanques peó · f3 blanques peó · h3 blanques peó · b2 blanques alfil · e2 blanques rei · f2 blanques peó · d1 blanques torre | d8 negres torre · e8 negres cavall · f8 negres rei · a7 negres peó · f7 negres peó · g7 negres peó · h7 negres peó · b6 negres peó · d6 negres alfil · g6 negres cavall · b5 blanques cavall · e5 negres peó · b4 blanques peó · a3 blanques peó · b3 blanques alfil · e3 blanques peó · f3 blanques peó · h3 blanques peó · b2 blanques alfil · e2 blanques rei · f2 blanques peó · d1 blanques torre | d8 negres torre · e8 negres cavall · f8 negres rei · a7 negres peó · f7 negres peó · g7 negres peó · h7 negres peó · b6 negres peó · d6 negres alfil · g6 negres cavall · b5 blanques cavall · e5 negres peó · b4 blanques peó · a3 blanques peó · b3 blanques alfil · e3 blanques peó · f3 blanques peó · h3 blanques peó · b2 blanques alfil · e2 blanques rei · f2 blanques peó · d1 blanques torre | d8 negres torre · e8 negres cavall · f8 negres rei · a7 negres peó · f7 negres peó · g7 negres peó · h7 negres peó · b6 negres peó · d6 negres alfil · g6 negres cavall · b5 blanques cavall · e5 negres peó · b4 blanques peó · a3 blanques peó · b3 blanques alfil · e3 blanques peó · f3 blanques peó · h3 blanques peó · b2 blanques alfil · e2 blanques rei · f2 blanques peó · d1 blanques torre | d8 negres torre · e8 negres cavall · f8 negres rei · a7 negres peó · f7 negres peó · g7 negres peó · h7 negres peó · b6 negres peó · d6 negres alfil · g6 negres cavall · b5 blanques cavall · e5 negres peó · b4 blanques peó · a3 blanques peó · b3 blanques alfil · e3 blanques peó · f3 blanques peó · h3 blanques peó · b2 blanques alfil · e2 blanques rei · f2 blanques peó · d1 blanques torre | d8 negres torre · e8 negres cavall · f8 negres rei · a7 negres peó · f7 negres peó · g7 negres peó · h7 negres peó · b6 negres peó · d6 negres alfil · g6 negres cavall · b5 blanques cavall · e5 negres peó · b4 blanques peó · a3 blanques peó · b3 blanques alfil · e3 blanques peó · f3 blanques peó · h3 blanques peó · b2 blanques alfil · e2 blanques rei · f2 blanques peó · d1 blanques torre | 6 |
| 5 | d8 negres torre · e8 negres cavall · f8 negres rei · a7 negres peó · f7 negres peó · g7 negres peó · h7 negres peó · b6 negres peó · d6 negres alfil · g6 negres cavall · b5 blanques cavall · e5 negres peó · b4 blanques peó · a3 blanques peó · b3 blanques alfil · e3 blanques peó · f3 blanques peó · h3 blanques peó · b2 blanques alfil · e2 blanques rei · f2 blanques peó · d1 blanques torre | d8 negres torre · e8 negres cavall · f8 negres rei · a7 negres peó · f7 negres peó · g7 negres peó · h7 negres peó · b6 negres peó · d6 negres alfil · g6 negres cavall · b5 blanques cavall · e5 negres peó · b4 blanques peó · a3 blanques peó · b3 blanques alfil · e3 blanques peó · f3 blanques peó · h3 blanques peó · b2 blanques alfil · e2 blanques rei · f2 blanques peó · d1 blanques torre | d8 negres torre · e8 negres cavall · f8 negres rei · a7 negres peó · f7 negres peó · g7 negres peó · h7 negres peó · b6 negres peó · d6 negres alfil · g6 negres cavall · b5 blanques cavall · e5 negres peó · b4 blanques peó · a3 blanques peó · b3 blanques alfil · e3 blanques peó · f3 blanques peó · h3 blanques peó · b2 blanques alfil · e2 blanques rei · f2 blanques peó · d1 blanques torre | d8 negres torre · e8 negres cavall · f8 negres rei · a7 negres peó · f7 negres peó · g7 negres peó · h7 negres peó · b6 negres peó · d6 negres alfil · g6 negres cavall · b5 blanques cavall · e5 negres peó · b4 blanques peó · a3 blanques peó · b3 blanques alfil · e3 blanques peó · f3 blanques peó · h3 blanques peó · b2 blanques alfil · e2 blanques rei · f2 blanques peó · d1 blanques torre | d8 negres torre · e8 negres cavall · f8 negres rei · a7 negres peó · f7 negres peó · g7 negres peó · h7 negres peó · b6 negres peó · d6 negres alfil · g6 negres cavall · b5 blanques cavall · e5 negres peó · b4 blanques peó · a3 blanques peó · b3 blanques alfil · e3 blanques peó · f3 blanques peó · h3 blanques peó · b2 blanques alfil · e2 blanques rei · f2 blanques peó · d1 blanques torre | d8 negres torre · e8 negres cavall · f8 negres rei · a7 negres peó · f7 negres peó · g7 negres peó · h7 negres peó · b6 negres peó · d6 negres alfil · g6 negres cavall · b5 blanques cavall · e5 negres peó · b4 blanques peó · a3 blanques peó · b3 blanques alfil · e3 blanques peó · f3 blanques peó · h3 blanques peó · b2 blanques alfil · e2 blanques rei · f2 blanques peó · d1 blanques torre | d8 negres torre · e8 negres cavall · f8 negres rei · a7 negres peó · f7 negres peó · g7 negres peó · h7 negres peó · b6 negres peó · d6 negres alfil · g6 negres cavall · b5 blanques cavall · e5 negres peó · b4 blanques peó · a3 blanques peó · b3 blanques alfil · e3 blanques peó · f3 blanques peó · h3 blanques peó · b2 blanques alfil · e2 blanques rei · f2 blanques peó · d1 blanques torre | d8 negres torre · e8 negres cavall · f8 negres rei · a7 negres peó · f7 negres peó · g7 negres peó · h7 negres peó · b6 negres peó · d6 negres alfil · g6 negres cavall · b5 blanques cavall · e5 negres peó · b4 blanques peó · a3 blanques peó · b3 blanques alfil · e3 blanques peó · f3 blanques peó · h3 blanques peó · b2 blanques alfil · e2 blanques rei · f2 blanques peó · d1 blanques torre | 5 |
| 4 | d8 negres torre · e8 negres cavall · f8 negres rei · a7 negres peó · f7 negres peó · g7 negres peó · h7 negres peó · b6 negres peó · d6 negres alfil · g6 negres cavall · b5 blanques cavall · e5 negres peó · b4 blanques peó · a3 blanques peó · b3 blanques alfil · e3 blanques peó · f3 blanques peó · h3 blanques peó · b2 blanques alfil · e2 blanques rei · f2 blanques peó · d1 blanques torre | d8 negres torre · e8 negres cavall · f8 negres rei · a7 negres peó · f7 negres peó · g7 negres peó · h7 negres peó · b6 negres peó · d6 negres alfil · g6 negres cavall · b5 blanques cavall · e5 negres peó · b4 blanques peó · a3 blanques peó · b3 blanques alfil · e3 blanques peó · f3 blanques peó · h3 blanques peó · b2 blanques alfil · e2 blanques rei · f2 blanques peó · d1 blanques torre | d8 negres torre · e8 negres cavall · f8 negres rei · a7 negres peó · f7 negres peó · g7 negres peó · h7 negres peó · b6 negres peó · d6 negres alfil · g6 negres cavall · b5 blanques cavall · e5 negres peó · b4 blanques peó · a3 blanques peó · b3 blanques alfil · e3 blanques peó · f3 blanques peó · h3 blanques peó · b2 blanques alfil · e2 blanques rei · f2 blanques peó · d1 blanques torre | d8 negres torre · e8 negres cavall · f8 negres rei · a7 negres peó · f7 negres peó · g7 negres peó · h7 negres peó · b6 negres peó · d6 negres alfil · g6 negres cavall · b5 blanques cavall · e5 negres peó · b4 blanques peó · a3 blanques peó · b3 blanques alfil · e3 blanques peó · f3 blanques peó · h3 blanques peó · b2 blanques alfil · e2 blanques rei · f2 blanques peó · d1 blanques torre | d8 negres torre · e8 negres cavall · f8 negres rei · a7 negres peó · f7 negres peó · g7 negres peó · h7 negres peó · b6 negres peó · d6 negres alfil · g6 negres cavall · b5 blanques cavall · e5 negres peó · b4 blanques peó · a3 blanques peó · b3 blanques alfil · e3 blanques peó · f3 blanques peó · h3 blanques peó · b2 blanques alfil · e2 blanques rei · f2 blanques peó · d1 blanques torre | d8 negres torre · e8 negres cavall · f8 negres rei · a7 negres peó · f7 negres peó · g7 negres peó · h7 negres peó · b6 negres peó · d6 negres alfil · g6 negres cavall · b5 blanques cavall · e5 negres peó · b4 blanques peó · a3 blanques peó · b3 blanques alfil · e3 blanques peó · f3 blanques peó · h3 blanques peó · b2 blanques alfil · e2 blanques rei · f2 blanques peó · d1 blanques torre | d8 negres torre · e8 negres cavall · f8 negres rei · a7 negres peó · f7 negres peó · g7 negres peó · h7 negres peó · b6 negres peó · d6 negres alfil · g6 negres cavall · b5 blanques cavall · e5 negres peó · b4 blanques peó · a3 blanques peó · b3 blanques alfil · e3 blanques peó · f3 blanques peó · h3 blanques peó · b2 blanques alfil · e2 blanques rei · f2 blanques peó · d1 blanques torre | d8 negres torre · e8 negres cavall · f8 negres rei · a7 negres peó · f7 negres peó · g7 negres peó · h7 negres peó · b6 negres peó · d6 negres alfil · g6 negres cavall · b5 blanques cavall · e5 negres peó · b4 blanques peó · a3 blanques peó · b3 blanques alfil · e3 blanques peó · f3 blanques peó · h3 blanques peó · b2 blanques alfil · e2 blanques rei · f2 blanques peó · d1 blanques torre | 4 |
| 3 | d8 negres torre · e8 negres cavall · f8 negres rei · a7 negres peó · f7 negres peó · g7 negres peó · h7 negres peó · b6 negres peó · d6 negres alfil · g6 negres cavall · b5 blanques cavall · e5 negres peó · b4 blanques peó · a3 blanques peó · b3 blanques alfil · e3 blanques peó · f3 blanques peó · h3 blanques peó · b2 blanques alfil · e2 blanques rei · f2 blanques peó · d1 blanques torre | d8 negres torre · e8 negres cavall · f8 negres rei · a7 negres peó · f7 negres peó · g7 negres peó · h7 negres peó · b6 negres peó · d6 negres alfil · g6 negres cavall · b5 blanques cavall · e5 negres peó · b4 blanques peó · a3 blanques peó · b3 blanques alfil · e3 blanques peó · f3 blanques peó · h3 blanques peó · b2 blanques alfil · e2 blanques rei · f2 blanques peó · d1 blanques torre | d8 negres torre · e8 negres cavall · f8 negres rei · a7 negres peó · f7 negres peó · g7 negres peó · h7 negres peó · b6 negres peó · d6 negres alfil · g6 negres cavall · b5 blanques cavall · e5 negres peó · b4 blanques peó · a3 blanques peó · b3 blanques alfil · e3 blanques peó · f3 blanques peó · h3 blanques peó · b2 blanques alfil · e2 blanques rei · f2 blanques peó · d1 blanques torre | d8 negres torre · e8 negres cavall · f8 negres rei · a7 negres peó · f7 negres peó · g7 negres peó · h7 negres peó · b6 negres peó · d6 negres alfil · g6 negres cavall · b5 blanques cavall · e5 negres peó · b4 blanques peó · a3 blanques peó · b3 blanques alfil · e3 blanques peó · f3 blanques peó · h3 blanques peó · b2 blanques alfil · e2 blanques rei · f2 blanques peó · d1 blanques torre | d8 negres torre · e8 negres cavall · f8 negres rei · a7 negres peó · f7 negres peó · g7 negres peó · h7 negres peó · b6 negres peó · d6 negres alfil · g6 negres cavall · b5 blanques cavall · e5 negres peó · b4 blanques peó · a3 blanques peó · b3 blanques alfil · e3 blanques peó · f3 blanques peó · h3 blanques peó · b2 blanques alfil · e2 blanques rei · f2 blanques peó · d1 blanques torre | d8 negres torre · e8 negres cavall · f8 negres rei · a7 negres peó · f7 negres peó · g7 negres peó · h7 negres peó · b6 negres peó · d6 negres alfil · g6 negres cavall · b5 blanques cavall · e5 negres peó · b4 blanques peó · a3 blanques peó · b3 blanques alfil · e3 blanques peó · f3 blanques peó · h3 blanques peó · b2 blanques alfil · e2 blanques rei · f2 blanques peó · d1 blanques torre | d8 negres torre · e8 negres cavall · f8 negres rei · a7 negres peó · f7 negres peó · g7 negres peó · h7 negres peó · b6 negres peó · d6 negres alfil · g6 negres cavall · b5 blanques cavall · e5 negres peó · b4 blanques peó · a3 blanques peó · b3 blanques alfil · e3 blanques peó · f3 blanques peó · h3 blanques peó · b2 blanques alfil · e2 blanques rei · f2 blanques peó · d1 blanques torre | d8 negres torre · e8 negres cavall · f8 negres rei · a7 negres peó · f7 negres peó · g7 negres peó · h7 negres peó · b6 negres peó · d6 negres alfil · g6 negres cavall · b5 blanques cavall · e5 negres peó · b4 blanques peó · a3 blanques peó · b3 blanques alfil · e3 blanques peó · f3 blanques peó · h3 blanques peó · b2 blanques alfil · e2 blanques rei · f2 blanques peó · d1 blanques torre | 3 |
| 2 | d8 negres torre · e8 negres cavall · f8 negres rei · a7 negres peó · f7 negres peó · g7 negres peó · h7 negres peó · b6 negres peó · d6 negres alfil · g6 negres cavall · b5 blanques cavall · e5 negres peó · b4 blanques peó · a3 blanques peó · b3 blanques alfil · e3 blanques peó · f3 blanques peó · h3 blanques peó · b2 blanques alfil · e2 blanques rei · f2 blanques peó · d1 blanques torre | d8 negres torre · e8 negres cavall · f8 negres rei · a7 negres peó · f7 negres peó · g7 negres peó · h7 negres peó · b6 negres peó · d6 negres alfil · g6 negres cavall · b5 blanques cavall · e5 negres peó · b4 blanques peó · a3 blanques peó · b3 blanques alfil · e3 blanques peó · f3 blanques peó · h3 blanques peó · b2 blanques alfil · e2 blanques rei · f2 blanques peó · d1 blanques torre | d8 negres torre · e8 negres cavall · f8 negres rei · a7 negres peó · f7 negres peó · g7 negres peó · h7 negres peó · b6 negres peó · d6 negres alfil · g6 negres cavall · b5 blanques cavall · e5 negres peó · b4 blanques peó · a3 blanques peó · b3 blanques alfil · e3 blanques peó · f3 blanques peó · h3 blanques peó · b2 blanques alfil · e2 blanques rei · f2 blanques peó · d1 blanques torre | d8 negres torre · e8 negres cavall · f8 negres rei · a7 negres peó · f7 negres peó · g7 negres peó · h7 negres peó · b6 negres peó · d6 negres alfil · g6 negres cavall · b5 blanques cavall · e5 negres peó · b4 blanques peó · a3 blanques peó · b3 blanques alfil · e3 blanques peó · f3 blanques peó · h3 blanques peó · b2 blanques alfil · e2 blanques rei · f2 blanques peó · d1 blanques torre | d8 negres torre · e8 negres cavall · f8 negres rei · a7 negres peó · f7 negres peó · g7 negres peó · h7 negres peó · b6 negres peó · d6 negres alfil · g6 negres cavall · b5 blanques cavall · e5 negres peó · b4 blanques peó · a3 blanques peó · b3 blanques alfil · e3 blanques peó · f3 blanques peó · h3 blanques peó · b2 blanques alfil · e2 blanques rei · f2 blanques peó · d1 blanques torre | d8 negres torre · e8 negres cavall · f8 negres rei · a7 negres peó · f7 negres peó · g7 negres peó · h7 negres peó · b6 negres peó · d6 negres alfil · g6 negres cavall · b5 blanques cavall · e5 negres peó · b4 blanques peó · a3 blanques peó · b3 blanques alfil · e3 blanques peó · f3 blanques peó · h3 blanques peó · b2 blanques alfil · e2 blanques rei · f2 blanques peó · d1 blanques torre | d8 negres torre · e8 negres cavall · f8 negres rei · a7 negres peó · f7 negres peó · g7 negres peó · h7 negres peó · b6 negres peó · d6 negres alfil · g6 negres cavall · b5 blanques cavall · e5 negres peó · b4 blanques peó · a3 blanques peó · b3 blanques alfil · e3 blanques peó · f3 blanques peó · h3 blanques peó · b2 blanques alfil · e2 blanques rei · f2 blanques peó · d1 blanques torre | d8 negres torre · e8 negres cavall · f8 negres rei · a7 negres peó · f7 negres peó · g7 negres peó · h7 negres peó · b6 negres peó · d6 negres alfil · g6 negres cavall · b5 blanques cavall · e5 negres peó · b4 blanques peó · a3 blanques peó · b3 blanques alfil · e3 blanques peó · f3 blanques peó · h3 blanques peó · b2 blanques alfil · e2 blanques rei · f2 blanques peó · d1 blanques torre | 2 |
| 1 | d8 negres torre · e8 negres cavall · f8 negres rei · a7 negres peó · f7 negres peó · g7 negres peó · h7 negres peó · b6 negres peó · d6 negres alfil · g6 negres cavall · b5 blanques cavall · e5 negres peó · b4 blanques peó · a3 blanques peó · b3 blanques alfil · e3 blanques peó · f3 blanques peó · h3 blanques peó · b2 blanques alfil · e2 blanques rei · f2 blanques peó · d1 blanques torre | d8 negres torre · e8 negres cavall · f8 negres rei · a7 negres peó · f7 negres peó · g7 negres peó · h7 negres peó · b6 negres peó · d6 negres alfil · g6 negres cavall · b5 blanques cavall · e5 negres peó · b4 blanques peó · a3 blanques peó · b3 blanques alfil · e3 blanques peó · f3 blanques peó · h3 blanques peó · b2 blanques alfil · e2 blanques rei · f2 blanques peó · d1 blanques torre | d8 negres torre · e8 negres cavall · f8 negres rei · a7 negres peó · f7 negres peó · g7 negres peó · h7 negres peó · b6 negres peó · d6 negres alfil · g6 negres cavall · b5 blanques cavall · e5 negres peó · b4 blanques peó · a3 blanques peó · b3 blanques alfil · e3 blanques peó · f3 blanques peó · h3 blanques peó · b2 blanques alfil · e2 blanques rei · f2 blanques peó · d1 blanques torre | d8 negres torre · e8 negres cavall · f8 negres rei · a7 negres peó · f7 negres peó · g7 negres peó · h7 negres peó · b6 negres peó · d6 negres alfil · g6 negres cavall · b5 blanques cavall · e5 negres peó · b4 blanques peó · a3 blanques peó · b3 blanques alfil · e3 blanques peó · f3 blanques peó · h3 blanques peó · b2 blanques alfil · e2 blanques rei · f2 blanques peó · d1 blanques torre | d8 negres torre · e8 negres cavall · f8 negres rei · a7 negres peó · f7 negres peó · g7 negres peó · h7 negres peó · b6 negres peó · d6 negres alfil · g6 negres cavall · b5 blanques cavall · e5 negres peó · b4 blanques peó · a3 blanques peó · b3 blanques alfil · e3 blanques peó · f3 blanques peó · h3 blanques peó · b2 blanques alfil · e2 blanques rei · f2 blanques peó · d1 blanques torre | d8 negres torre · e8 negres cavall · f8 negres rei · a7 negres peó · f7 negres peó · g7 negres peó · h7 negres peó · b6 negres peó · d6 negres alfil · g6 negres cavall · b5 blanques cavall · e5 negres peó · b4 blanques peó · a3 blanques peó · b3 blanques alfil · e3 blanques peó · f3 blanques peó · h3 blanques peó · b2 blanques alfil · e2 blanques rei · f2 blanques peó · d1 blanques torre | d8 negres torre · e8 negres cavall · f8 negres rei · a7 negres peó · f7 negres peó · g7 negres peó · h7 negres peó · b6 negres peó · d6 negres alfil · g6 negres cavall · b5 blanques cavall · e5 negres peó · b4 blanques peó · a3 blanques peó · b3 blanques alfil · e3 blanques peó · f3 blanques peó · h3 blanques peó · b2 blanques alfil · e2 blanques rei · f2 blanques peó · d1 blanques torre | d8 negres torre · e8 negres cavall · f8 negres rei · a7 negres peó · f7 negres peó · g7 negres peó · h7 negres peó · b6 negres peó · d6 negres alfil · g6 negres cavall · b5 blanques cavall · e5 negres peó · b4 blanques peó · a3 blanques peó · b3 blanques alfil · e3 blanques peó · f3 blanques peó · h3 blanques peó · b2 blanques alfil · e2 blanques rei · f2 blanques peó · d1 blanques torre | 1 |
|   | a | b | c | d | e | f | g | h |   |